# Третий дивизион Футбольной лиги
Третий дивизион Футбольной лиги (англ. Football League Third Division) — третий уровень в системе футбольных лиг Англии в сезоне 1920/21 и с 1958 по 1992 год. В период между 1921 и 1958 годом Третий дивизион был разделён на Третий северный дивизион и Третий южный дивизионы. После основания Премьер-лиги стал четвёртым по значимости дивизионом. После создания Чемпионшипа в сезоне 2004/05 Третий дивизион Футбольной лиги стал называться Футбольная лига 2 (в настоящее время — Лига 2 Английской футбольной лиги).